# Arbeitsgericht Köln

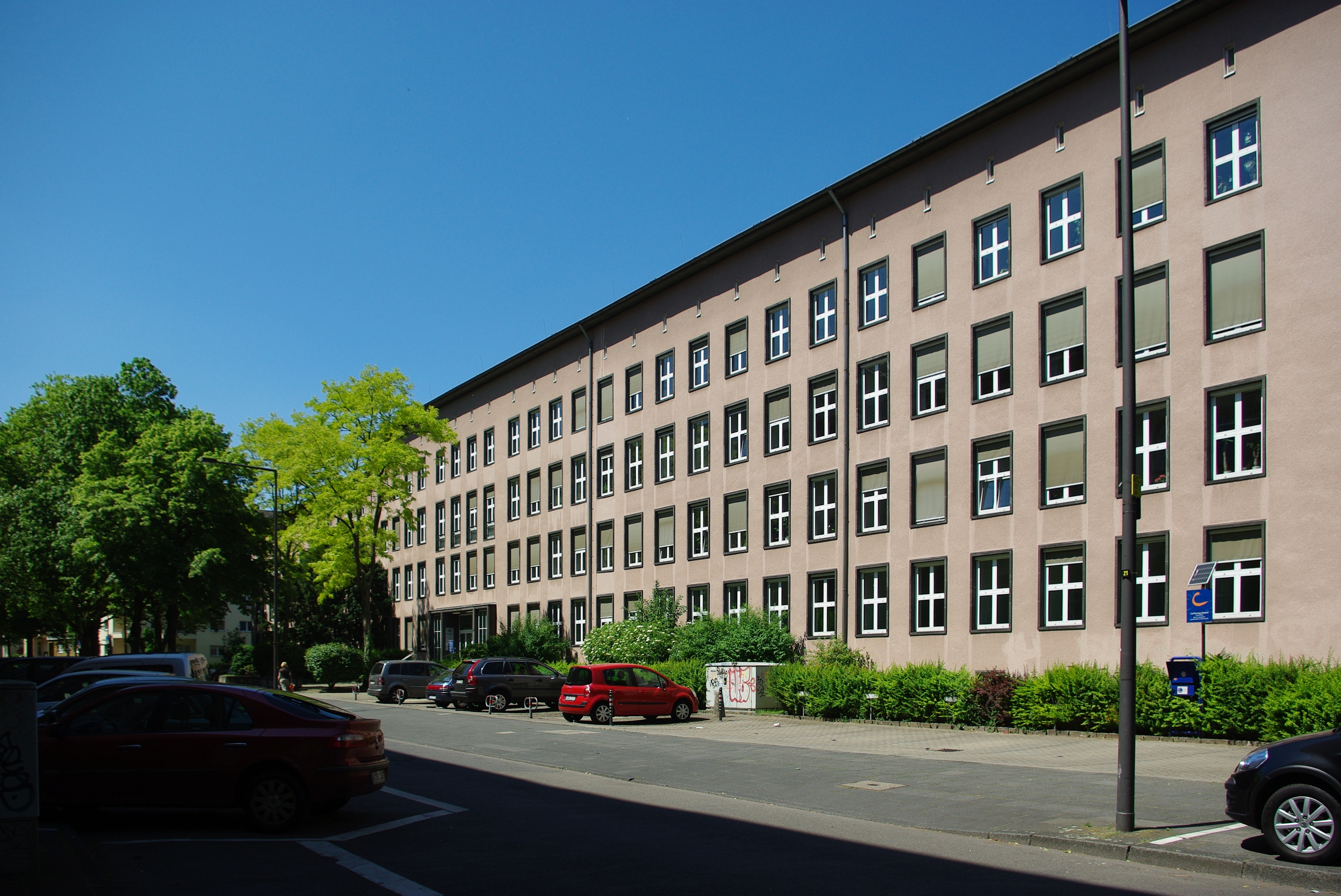
Gerichtsgebäude

Das Arbeitsgericht Köln, ein Gericht der Arbeitsgerichtsbarkeit, ist eines der 30 nordrhein-westfälischen Arbeitsgerichte. Bei ihm sind 19 Kammern gebildet.

## Gerichtssitz und -bezirk
Das Gericht hat seinen Sitz in Köln in der Blumenthalstraße 33 im sogenannten Landesbehördenhaus zusammen mit dem Landesarbeitsgericht Köln, dem ITD NRW und demnächst dem Sozialgericht Köln.
Das Arbeitsgericht Köln ist örtlich zuständig für Rechtsstreitigkeiten aus der Stadt Köln, aus dem Rhein-Erft-Kreis die Städte und Gemeinden Bedburg, Bergheim, Brühl, Elsdorf, Erftstadt, Frechen, Hürth, Kerpen, Pulheim und Wesseling und aus dem Rheinisch-Bergischen-Kreis die Städte und Gemeinden Bergisch Gladbach, Kürten, Odenthal, Overath und Rösrath.
Die sachliche Zuständigkeit ergibt sich aus dem Arbeitsgerichtsgesetz.

## Übergeordnete Gerichte
Dem Arbeitsgericht Köln sind das Landesarbeitsgericht Köln und im weiteren Rechtszug das Bundesarbeitsgericht übergeordnet.

## Geschichte
Gemäß Arbeitsgerichtsgesetz vom 23. Dezember 1926 wurden in Deutschland Arbeitsgerichte gebildet. Diese waren nur in der ersten Instanz organisatorisch selbstständige Gerichte, die Landesarbeitsgerichte waren den Landgerichten zugeordnet. Am Landgericht Köln entstand so 1927 das Landesarbeitsgericht Köln als eines von fünf Landesarbeitsgerichten im Bezirk des Oberlandesgerichtes Köln. In Köln entstand das Arbeitsgericht Köln. Sein Sprengel umfasste den Bezirk der Amtsgerichte Bensberg, Bergheim, Brühl, Kerpen, Köln und Mülheim am Rhein und die Bürgermeisterei Liblar. Es bestanden vier Kammern für Arbeiter, eine Kammer für Angestellte, eine Kammer für Handwerk, eine Kammer für Handlungsgehilfen und eine Kammer für die Mitarbeiter der Reichsbahndirektion Köln.
Nach der Besetzung Deutschlands durch die Alliierten wurden 1945 zunächst alle Gerichte geschlossen. Die ordentlichen Gerichte wurden schon bald wieder eröffnet, während die Arbeitsgerichte zunächst nicht wieder eingerichtet wurden, so dass arbeitsgerichtliche Streitigkeiten von den ordentlichen Gerichten erledigt werden mussten. Gemäß Kontrollratsgesetz 21 vom 30. März 1946 sollten in Deutschland Arbeitsgerichte aufgebaut werden. Das Arbeitsgericht Köln entstand dabei neu.